# BYD Atto 3
BYD Atto 3 – elektryczny samochód osobowy typu crossover klasy kompaktowej produkowany pod chińską marką BYD od 2021 roku.

## Historia i opis modelu

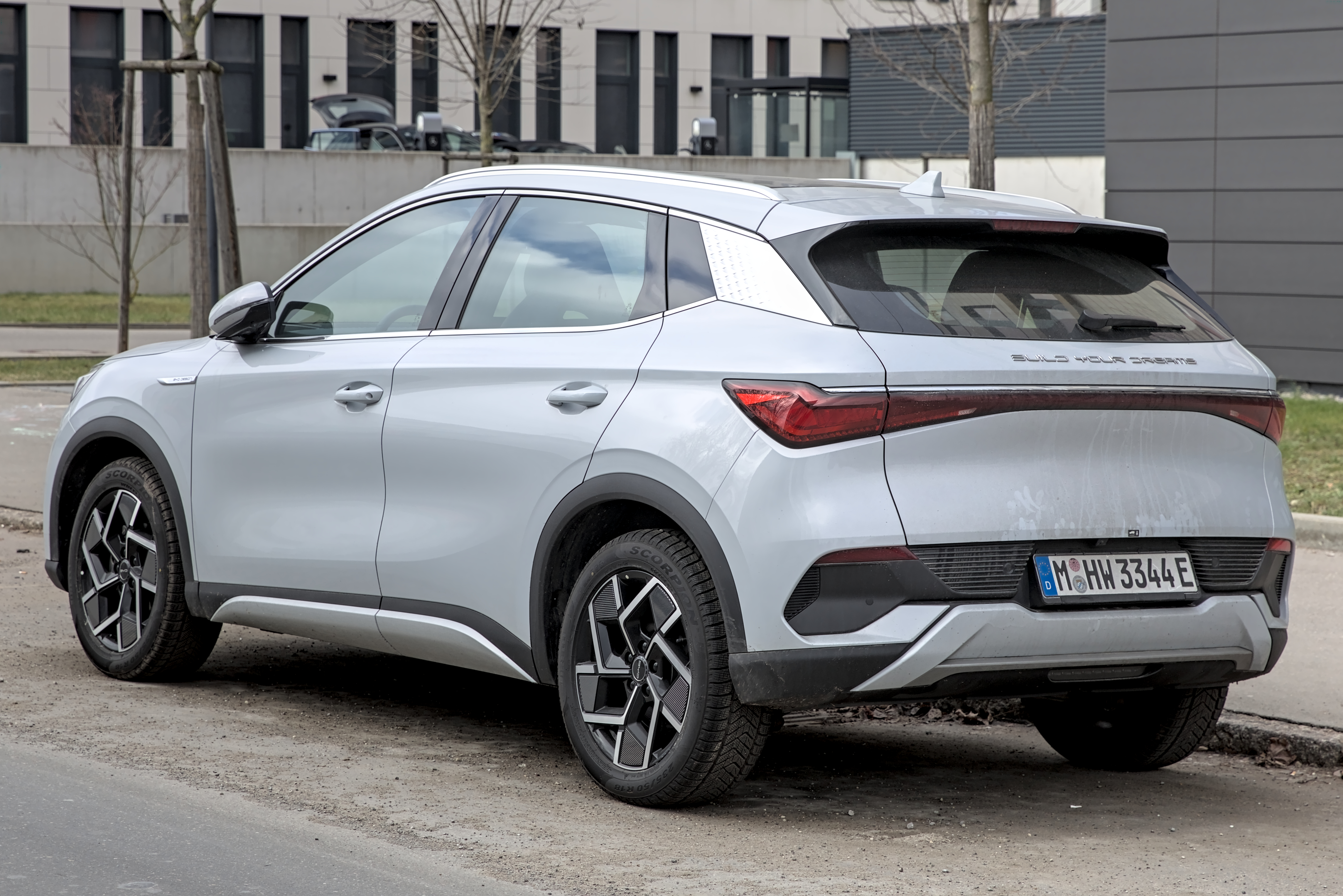
europejski BYD Atto 3 - tył

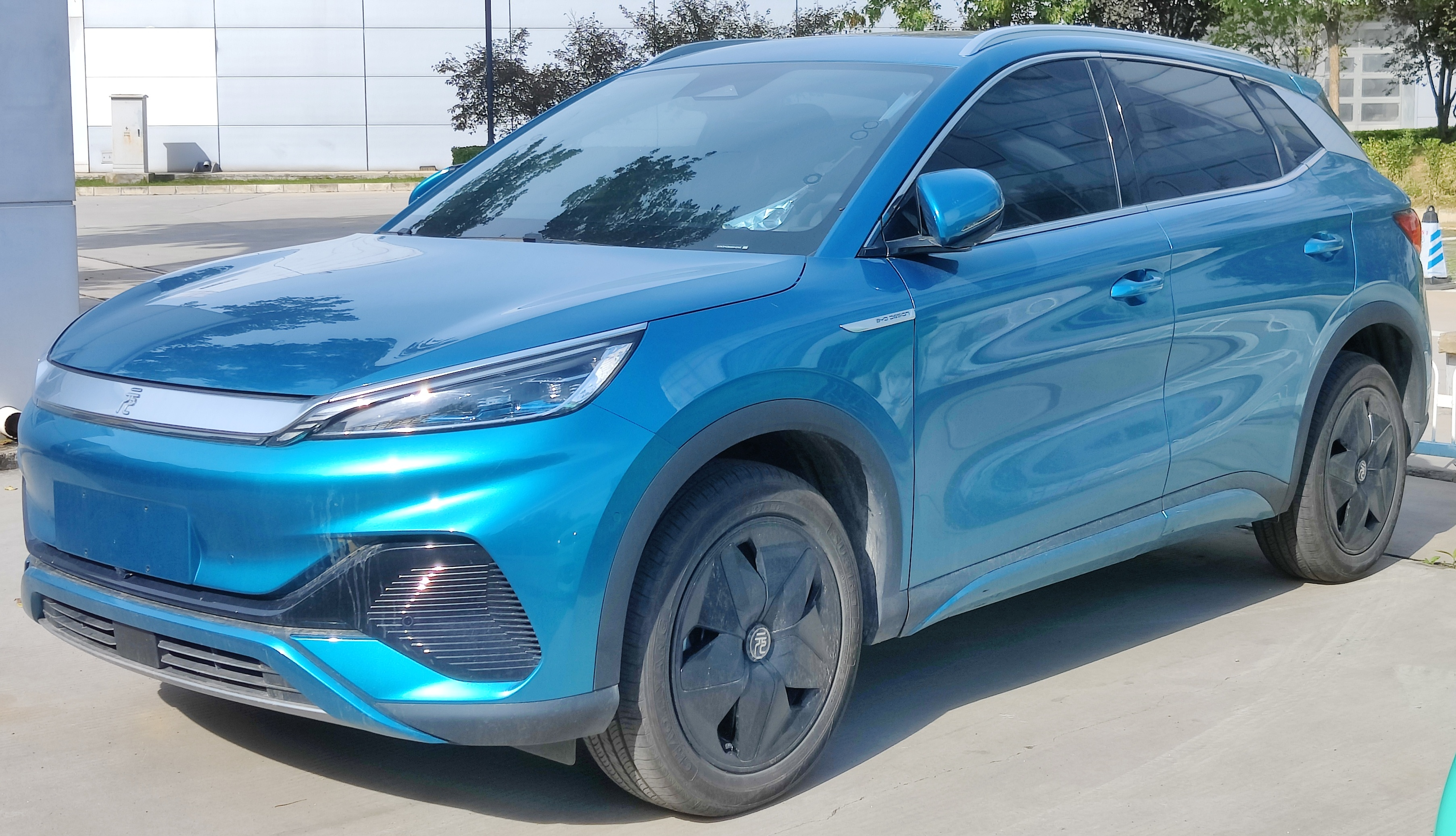
chiński BYD Yuan Plus

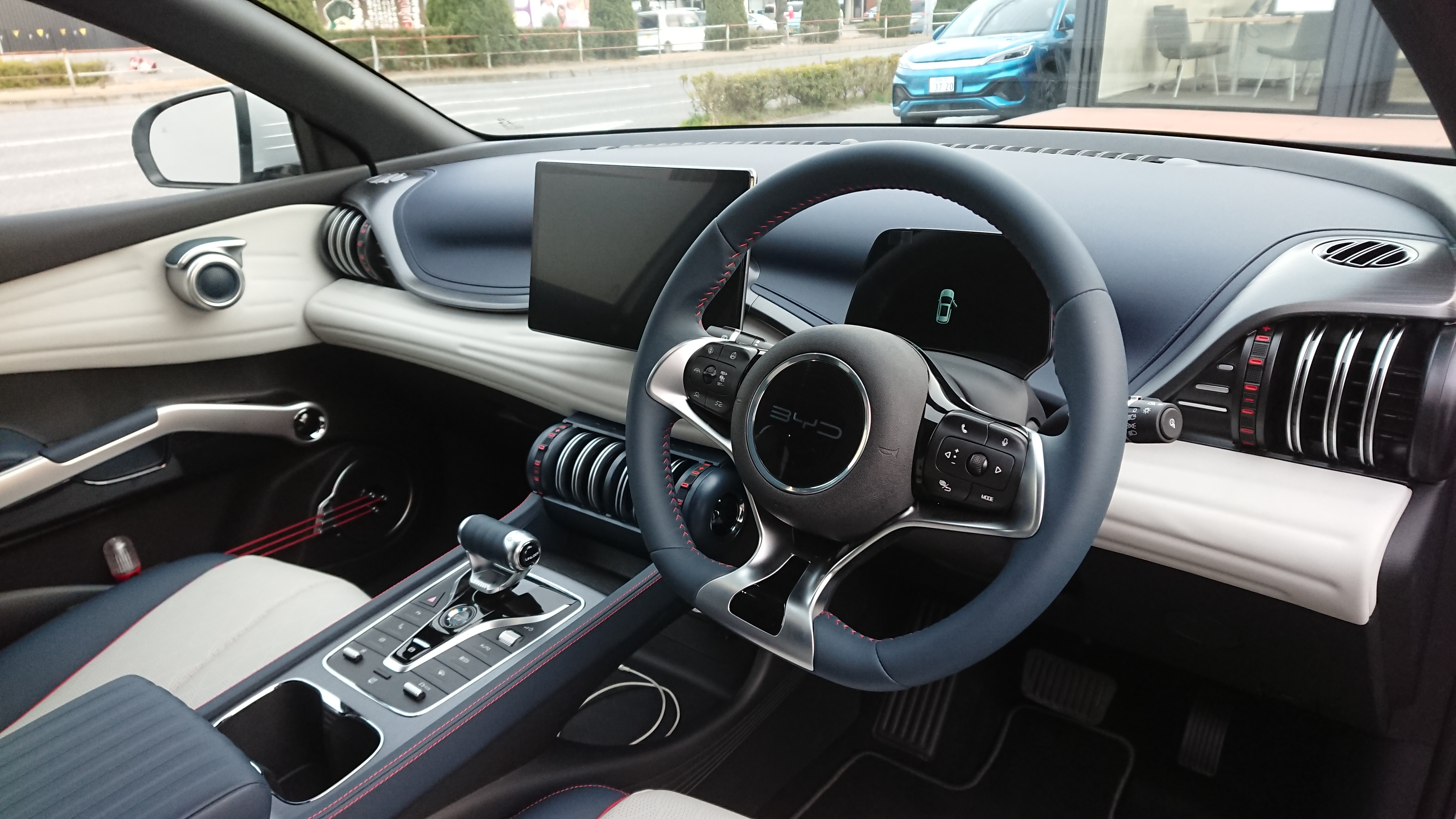
japoński BYD Atto 3 - kokpit

W sierpniu 2021 roku podczas wystawy samochodowej Chengdu Auto Show BYD przedstawił drugi, po subkompaktowym hatchbacku Dolphin, samochód elektryczny opracowany według nowego języka stylistycznego Dragon 3.0, dzieląc z nim platformę nowej generacji e-platform 3.0.  Pojazd powstał jako poszerzenie dotychczasowego portfolio crossoverów, uzupełniając lukę między mniejszym Yuanem i większym Songiem Pro, przyjmując kompaktowe wymiary. 
Charakterystyczną cechą wizualną stał się agresywnie stylizowany pas przedni z chromowaną poprzeczką, której motyw pojawił się także w tylnej części nadwozia. Oświetlenie zostało wykonane w technologii LED. Masywna sylwetka zyskała wysoko poprowadzoną, zachodzącą ku górze linię okien współgrającą z szeroką, aluminiową listwą płynnie łączącą się z krawędzią klapy bagażnika.
Kabina pasażerska utrzymana została w futurystycznej, awangardowej estetyce z nietypowo ukształtowanymi przyrządami oraz panelami inspirowanymi wzornictwem siłowni. Wielobarwna kabina pasażerska została przyozdobiona pofalowanym panelem u spodu deski rozdzielczej, obracającym się klamkami, a także dwoma wyświetlaczami: mniejszym tuż przed kołem kierownicy, a także większym, na środku kokpitu. Centralny ekran o przekątnej 12,8 cala, który można obracać w zakresie 90 stopni z pozycji horyzontalnej do wertykalnej.

### Sprzedaż
Samochód w pierwszej kolejności trafił do sprzedaży na rodzimym rynku chińskim w październiku 2021 roku jako BYD Yuan Plus z cenami wahającymi się między 130 a 160 tysięcy juanów, zdobywając dużą popularność wśród lokalnych nabywców. W lutym 2022 roku za sprawą prywatnego importera Nexport Yuan Plus trafił do sprzedaży także w Australii pod jednolitą, używaną odtąd globalnie nazwą BYD Atto 3. 
W sierpniu 2022 producent poszerzył zasięg rynkowy kompaktowego crossovera jeszcze o rynki Europy Zachodniej, na czele z Holandią, Szwecją, Norwegią i Belgią - także jako BYD Atto 3. Pod koniec 2022 firma swoją nową serią samochodów elektrycznych na czele z Atto 3 poszerzyła operacje o Japonię, kontynuując ofensywę rynkową także w Malezji, Indiach oraz Izraelu. W tym ostatnim kraju, a także w Nowej Zelandii, na początku 2023 roku Atto 3 stało się najpopularniejszym nowym samochodem elektrycznym oraz jednym z najlepiej sprzedających się w kraju. W czerwcu 2023 Atto 3 stał się najpopularniejszym nowym samochodem elektrycznym także w Szwecji. 

### Dane techniczne
BYD Atto 3 oferowany jest wyłącznie jako samochód elektryczny, z napędem tworzonym przez silnik o mocy 201 KM i maksymalnym momencie obrotowym 310 Nm. Prędkość maksymalna została ograniczona do 160 km/h. Bateria Blade Battery konstrukcji BYD Company może mieć dwa rozmiary: 50,12 kWh (maksymalny zasięg ok. 320 kilometrów według normy WLTP) lub 60,48 kWh (zasięg ok. 380 kilometrów według normy WLTP).